# Ральф де Мортимер
Ральф де Мортимер (англ. Ralph de Mortimer), или Радульф де Мортемер (англ. Radulph de Mortemer); умер между 1115 и 1127) — англонормандский аристократ, феодальный барон Вигмора в Англии и сеньор де Сен-Виктор-ан-Ко в Нормандии, основатель дворянского рода Мортимеров. Ещё при жизни отца он получил от короля Англии Вильгельма I Завоевателя обширные владения в новом королевстве, располагавшиеся в 12 графствах. Именно с этих пожалований начался рост территориального могущества Мортимеров. После смерти отца Ральф унаследовал и владения в Нормандии.
При жизни Вильгельма I Завоевателя Ральф не играл особой роли в политике, но после его смерти принял в 1088 году участие в восстании знати, желавшей заменить нового английского короля Вильгельма II Рыжего на герцога Нормандии Роберта Куртгёза. Хотя позже он примирился с королём, в 1090-х годах он вновь оказался на службе у нормандского герцога. Окончательно Ральф примирился с Вильгельмом II, вероятно, после того, как Роберт Куртгёз в 1096 году отправился в Первый крестовый поход. 
После восхождения на престол Генриха I Ральф поддержал его в войне против Роберта Куртгёза. После 1104 года упоминания о нём исчезают, однако в настоящее время считается, что он, вероятно, прожил до 1120-х годов, когда его сменил сын Гуго де Мортимер.

## Происхождение
Ральф происходил из нормандского рода Мортимеров, который, согласно «The Complete Peerage», своим родовым прозванием обязан замку Мортемер-сюр-Ольн (лат. Mortuo-Mari), располагающемуся в восточной части области Пеи-де-Ко (Верхняя Нормандия) недалеко от Нёшатель-ан-Бре выше по течению от Дьепа по реке Бетюн. Происхождение его отца Роджера де Мортемера является предметом дискуссий. С XVIII века различные исследователи предпринимали попытку проследить происхождение связанных родством семей Вареннов и Мортимеров и их родство с герцогами Нормандии. Вероятно, что как и большинство других представителей нормандской знати род имел скандинавские корни. В XX веке Л. Ллойд пытался разрешить противоречия известий нормандских хроник о родственных связях родоначальников обоих родов — Роджера де Мортемера и Уильяма (Гильома) I де Варенна. Он пришёл к выводу, что Уильям был моложе Роджера и скорее принадлежал к следующему поколению, поэтому, на его взгляд, эти двое вряд ли были братьями. К старшему поколению принадлежал Ральф I де Варенн, который от первого брака с Беатрис, считающейся племянницей нормандской герцогини Гунноры де Крепон, имел двух сыновей — Ральфа II и Уильяма I. При этом существовала хартия, в которой мать Ральфа II и Уильяма называли Эммой, но Ллойд её отверг, посчитав, что Эмма — имя второй жены, на которой Ральф I женился после смерти первой; известно, что Беатрис была жива ещё в 1055 году и умерла не позже 1059 года, а Уильям I в 1066 году участвовал в битве при Гастингсе и, соответственно, не мог быть сыном Эммы. В 1993 году Кэтрин Китс-Роэн попыталась разрешить противоречивые сведения о том, кто именно был матерью Уильяма I де Варенна. По её мнению, существовало не два Ральфа (отец и сын), а три: Ральф I от брака с Беатрис имел двух сыновей, Ральфа II и Роджера, а у Ральфа II от брака с Эммой родились Ральф III и Уильям I. Кроме того, Китс-Роэн считает, что Беатрис могла быть сестрой Готмунда Рыжего де Васкёй и дочерью Тесселина, виконта Руана. Соответственно, Роджер де Мортимер был близким родственником герцога Нормандии (а позже — короля Англии) Вильгельма Завоевателя.
| \| \| \| \| \| \| \| \| \| \| \| \| \| \| \| \| \| \| \| \| \| \| \| \| \| \| \| \| \| \| \| \| \| \| \| \| \| \| \| \| \| \| \| \| \| \| \| \| \| \| \| \| \| \| \| \| \| \| \| \| \| \| \| \| \| \| \| \| \| \| \| \| \| \| \| \| \| \| \| \| \| \| \| \| \| \| \| \| \| \| \| \| \| \| \| \| \| \| \| \| \| \| \| \| \| \| \| \| \| \| \| \| \| \| \| \| \| \| \| \| \| \| \| \| \| \| \| \| \| \| \| \| \| \| \| \| \| \| \| \| \| \| \| N \| N \| N \| N \| N \| N \| \| \| \| \| \| \| \| \| \| \| Гуннора де Крепон муж: Ричард I (933—996) герцог Нормандии \| Гуннора де Крепон муж: Ричард I (933—996) герцог Нормандии \| Гуннора де Крепон муж: Ричард I (933—996) герцог Нормандии \| Гуннора де Крепон муж: Ричард I (933—996) герцог Нормандии \| Гуннора де Крепон муж: Ричард I (933—996) герцог Нормандии \| Гуннора де Крепон муж: Ричард I (933—996) герцог Нормандии \| \| \| \| \| \| \| \| \| \| \| \| \| \| \| \| \| \| \| \| \| \| \| \| \| \| \| \| \| \| \| \| \| \| \| \| \| \| \| \| \| \| \| \| \| \| N \| N \| N \| N \| N \| N \| \| \| \| \| \| \| \| \| \| \| Гуннора де Крепон муж: Ричард I (933—996) герцог Нормандии \| Гуннора де Крепон муж: Ричард I (933—996) герцог Нормандии \| Гуннора де Крепон муж: Ричард I (933—996) герцог Нормандии \| Гуннора де Крепон муж: Ричард I (933—996) герцог Нормандии \| Гуннора де Крепон муж: Ричард I (933—996) герцог Нормандии \| Гуннора де Крепон муж: Ричард I (933—996) герцог Нормандии \| \| \| \| \| \| \| \| \| \| \| \| \| \| \| \| \| \| \| \| \| \| \| \| \| \| \| \| \| \| \| \| \| \| \| \| \| \| \| \| \| \| \| \| \| \| Ne муж: Тесселин виконт Руана \| Ne муж: Тесселин виконт Руана \| Ne муж: Тесселин виконт Руана \| Ne муж: Тесселин виконт Руана \| Ne муж: Тесселин виконт Руана \| Ne муж: Тесселин виконт Руана \| \| \| \| \| \| \| \| \| \| \| Ричард II (963—1026) герцог Нормандии \| Ричард II (963—1026) герцог Нормандии \| Ричард II (963—1026) герцог Нормандии \| Ричард II (963—1026) герцог Нормандии \| Ричард II (963—1026) герцог Нормандии \| Ричард II (963—1026) герцог Нормандии \| \| \| \| \| \| \| \| \| \| \| \| \| \| \| \| \| \| \| \| \| \| \| \| \| \| \| \| \| \| \| \| \| \| \| \| \| \| \| \| \| \| \| \| \| \| Ne муж: Тесселин виконт Руана \| Ne муж: Тесселин виконт Руана \| Ne муж: Тесселин виконт Руана \| Ne муж: Тесселин виконт Руана \| Ne муж: Тесселин виконт Руана \| Ne муж: Тесселин виконт Руана \| \| \| \| \| \| \| \| \| \| \| Ричард II (963—1026) герцог Нормандии \| Ричард II (963—1026) герцог Нормандии \| Ричард II (963—1026) герцог Нормандии \| Ричард II (963—1026) герцог Нормандии \| Ричард II (963—1026) герцог Нормандии \| Ричард II (963—1026) герцог Нормандии \| \| \| \| \| \| \| \| \| \| \| \| \| \| \| \| \| \| \| \| \| \| \| \| \| \| \| \| \| \| \| \| \| \| \| \| \| \| \| \| \| \| \| \| \| \| \| \| \| \| \| \| \| \| \| \| \| \| \| \| \| \| \| \| \| \| \| \| \| \| \| \| \| \| \| \| \| \| \| \| \| \| \| \| \| \| \| \| \| \| \| \| \| \| \| \| \| \| \| \| \| \| \| \| \| \| \| \| \| \| \| \| \| Беатрис де Васкёй муж: Ральф I де Варенн (упом. в 1035—1050) \| Беатрис де Васкёй муж: Ральф I де Варенн (упом. в 1035—1050) \| Беатрис де Васкёй муж: Ральф I де Варенн (упом. в 1035—1050) \| Беатрис де Васкёй муж: Ральф I де Варенн (упом. в 1035—1050) \| Беатрис де Васкёй муж: Ральф I де Варенн (упом. в 1035—1050) \| Беатрис де Васкёй муж: Ральф I де Варенн (упом. в 1035—1050) \| \| \| \| \| \| \| \| \| \| \| Ричард III (умер в 1027) герцог Нормандии \| Ричард III (умер в 1027) герцог Нормандии \| Ричард III (умер в 1027) герцог Нормандии \| Ричард III (умер в 1027) герцог Нормандии \| Ричард III (умер в 1027) герцог Нормандии \| Ричард III (умер в 1027) герцог Нормандии \| \| \| Роберт Дьявол (ок. 1000—1035) герцог Нормандии \| Роберт Дьявол (ок. 1000—1035) герцог Нормандии \| Роберт Дьявол (ок. 1000—1035) герцог Нормандии \| Роберт Дьявол (ок. 1000—1035) герцог Нормандии \| Роберт Дьявол (ок. 1000—1035) герцог Нормандии \| Роберт Дьявол (ок. 1000—1035) герцог Нормандии \| \| \| \| \| \| \| \| \| \| \| \| \| \| \| \| \| \| \| \| \| \| \| \| \| \| \| \| \| \| \| \| \| \| \| \| \| \| Беатрис де Васкёй муж: Ральф I де Варенн (упом. в 1035—1050) \| Беатрис де Васкёй муж: Ральф I де Варенн (упом. в 1035—1050) \| Беатрис де Васкёй муж: Ральф I де Варенн (упом. в 1035—1050) \| Беатрис де Васкёй муж: Ральф I де Варенн (упом. в 1035—1050) \| Беатрис де Васкёй муж: Ральф I де Варенн (упом. в 1035—1050) \| Беатрис де Васкёй муж: Ральф I де Варенн (упом. в 1035—1050) \| \| \| \| \| \| \| \| \| \| \| Ричард III (умер в 1027) герцог Нормандии \| Ричард III (умер в 1027) герцог Нормандии \| Ричард III (умер в 1027) герцог Нормандии \| Ричард III (умер в 1027) герцог Нормандии \| Ричард III (умер в 1027) герцог Нормандии \| Ричард III (умер в 1027) герцог Нормандии \| \| \| Роберт Дьявол (ок. 1000—1035) герцог Нормандии \| Роберт Дьявол (ок. 1000—1035) герцог Нормандии \| Роберт Дьявол (ок. 1000—1035) герцог Нормандии \| Роберт Дьявол (ок. 1000—1035) герцог Нормандии \| Роберт Дьявол (ок. 1000—1035) герцог Нормандии \| Роберт Дьявол (ок. 1000—1035) герцог Нормандии \| \| \| \| \| \| \| \| \| \| \| \| \| \| \| \| \| \| \| \| \| \| \| \| \| \| \| \| \| \| \| \| \| \| \| \| \| \| \| \| \| \| \| \| \| \| \| \| \| \| \| \| \| \| \| \| \| \| \| \| \| \| \| \| \| \| \| \| \| \| \| \| \| \| \| \| \| \| \| \| \| \| \| \| \| \| \| \| \| \| \| \| \| \| \| \| \| Ральф II де Варенн (упом. в 1053—1074) \| Ральф II де Варенн (упом. в 1053—1074) \| Ральф II де Варенн (упом. в 1053—1074) \| Ральф II де Варенн (упом. в 1053—1074) \| Ральф II де Варенн (упом. в 1053—1074) \| Ральф II де Варенн (упом. в 1053—1074) \| \| \| \| \| \| \| \| \| \| \| Роджер де Мортемер (умер около 1080) сеньор де Сен-Виктор-ан-Ко \| Роджер де Мортемер (умер около 1080) сеньор де Сен-Виктор-ан-Ко \| Роджер де Мортемер (умер около 1080) сеньор де Сен-Виктор-ан-Ко \| Роджер де Мортемер (умер около 1080) сеньор де Сен-Виктор-ан-Ко \| Роджер де Мортемер (умер около 1080) сеньор де Сен-Виктор-ан-Ко \| Роджер де Мортемер (умер около 1080) сеньор де Сен-Виктор-ан-Ко \| \| \| \| \| \| \| \| \| \| \| Вильгельм I Завоеватель (1035—1087) король Англии \| Вильгельм I Завоеватель (1035—1087) король Англии \| Вильгельм I Завоеватель (1035—1087) король Англии \| Вильгельм I Завоеватель (1035—1087) король Англии \| Вильгельм I Завоеватель (1035—1087) король Англии \| Вильгельм I Завоеватель (1035—1087) король Англии \| \| \| \| \| \| \| \| \| \| \| \| \| \| \| \| \| \| \| \| \| \| \| \| \| \| \| \| \| \| Ральф II де Варенн (упом. в 1053—1074) \| Ральф II де Варенн (упом. в 1053—1074) \| Ральф II де Варенн (упом. в 1053—1074) \| Ральф II де Варенн (упом. в 1053—1074) \| Ральф II де Варенн (упом. в 1053—1074) \| Ральф II де Варенн (упом. в 1053—1074) \| \| \| \| \| \| \| \| \| \| \| Роджер де Мортемер (умер около 1080) сеньор де Сен-Виктор-ан-Ко \| Роджер де Мортемер (умер около 1080) сеньор де Сен-Виктор-ан-Ко \| Роджер де Мортемер (умер около 1080) сеньор де Сен-Виктор-ан-Ко \| Роджер де Мортемер (умер около 1080) сеньор де Сен-Виктор-ан-Ко \| Роджер де Мортемер (умер около 1080) сеньор де Сен-Виктор-ан-Ко \| Роджер де Мортемер (умер около 1080) сеньор де Сен-Виктор-ан-Ко \| \| \| \| \| \| \| \| \| \| \| Вильгельм I Завоеватель (1035—1087) король Англии \| Вильгельм I Завоеватель (1035—1087) король Англии \| Вильгельм I Завоеватель (1035—1087) король Англии \| Вильгельм I Завоеватель (1035—1087) король Англии \| Вильгельм I Завоеватель (1035—1087) король Англии \| Вильгельм I Завоеватель (1035—1087) король Англии \| \| \| \| \| \| \| \| \| \| \| \| \| \| \| \| \| \| \| \| \| \| \| \| \| \| \| \| \| \| \| \| \| \| \| \| \| \| \| \| \| \| \| \| \| \| \| \| \| \| \| \| \| \| \| \| \| \| \| \| \| \| \| \| \| \| \| \| \| \| \| \| \| \| \| \| \| \| \| \| \| \| \| \| \| \| \| \| \| \| \| \| \| \| \| \| \| Ральф III де Варенн (упом. в 1059—1074) \| Ральф III де Варенн (упом. в 1059—1074) \| Ральф III де Варенн (упом. в 1059—1074) \| Ральф III де Варенн (упом. в 1059—1074) \| Ральф III де Варенн (упом. в 1059—1074) \| Ральф III де Варенн (упом. в 1059—1074) \| \| \| Уильям I де Варенн (умер в 1088) 1-й граф Суррей \| Уильям I де Варенн (умер в 1088) 1-й граф Суррей \| Уильям I де Варенн (умер в 1088) 1-й граф Суррей \| Уильям I де Варенн (умер в 1088) 1-й граф Суррей \| Уильям I де Варенн (умер в 1088) 1-й граф Суррей \| Уильям I де Варенн (умер в 1088) 1-й граф Суррей \| \| \| Ральф де Мортимер (умер после 1115) барон Вигмор \| Ральф де Мортимер (умер после 1115) барон Вигмор \| Ральф де Мортимер (умер после 1115) барон Вигмор \| Ральф де Мортимер (умер после 1115) барон Вигмор \| Ральф де Мортимер (умер после 1115) барон Вигмор \| Ральф де Мортимер (умер после 1115) барон Вигмор \| \| \| Роберт Куртгёз (ок. 1054—1134) герцог Нормандии \| Роберт Куртгёз (ок. 1054—1134) герцог Нормандии \| Роберт Куртгёз (ок. 1054—1134) герцог Нормандии \| Роберт Куртгёз (ок. 1054—1134) герцог Нормандии \| Роберт Куртгёз (ок. 1054—1134) герцог Нормандии \| Роберт Куртгёз (ок. 1054—1134) герцог Нормандии \| \| \| Вильгельм II Рыжий (умер в 1100) король Англии \| Вильгельм II Рыжий (умер в 1100) король Англии \| Вильгельм II Рыжий (умер в 1100) король Англии \| Вильгельм II Рыжий (умер в 1100) король Англии \| Вильгельм II Рыжий (умер в 1100) король Англии \| Вильгельм II Рыжий (умер в 1100) король Англии \| \| \| Генрих I Боклерк (1068—1135) король Англии \| Генрих I Боклерк (1068—1135) король Англии \| Генрих I Боклерк (1068—1135) король Англии \| Генрих I Боклерк (1068—1135) король Англии \| Генрих I Боклерк (1068—1135) король Англии \| Генрих I Боклерк (1068—1135) король Англии \| \| \| \| \| \| \| \| \| \| \| \| \| \| \| \| \| \| \| \| \| |                                         |                                         |                                         |                                         |                                         |  |  |                                                              |                                                              |                                                              |                                                              |                                                              |                                                              |  |  |                                                                 |                                                                 |                                                                 |                                                                 |                                                                 |                                                                 |  |  |                                                            |                                                            |                                                            |                                                            |                                                            |                                                            |  |  |                                                   |                                                   |                                                   |                                                   |                                                   |                                                   |  |  |                                            |                                            |                                            |                                            |                                            |                                            |  |  |  |  |  |  |  |  |  |  |  |  |  |  |  |  |  |  |  |  |
| |                                         |                                         |                                         |                                         |                                         |  |  |                                                              |                                                              |                                                              |                                                              |                                                              |                                                              |  |  |                                                                 |                                                                 |                                                                 |                                                                 |                                                                 |                                                                 |  |  |                                                            |                                                            |                                                            |                                                            |                                                            |                                                            |  |  |                                                   |                                                   |                                                   |                                                   |                                                   |                                                   |  |  |                                            |                                            |                                            |                                            |                                            |                                            |  |  |  |  |  |  |  |  |  |  |  |  |  |  |  |  |  |  |  |  |
| |                                         |                                         |                                         |                                         |                                         |  |  |                                                              |                                                              |                                                              |                                                              |                                                              |                                                              |  |  |                                                                 |                                                                 |                                                                 |                                                                 |                                                                 |                                                                 |  |  |                                                            |                                                            |                                                            |                                                            |                                                            |                                                            |  |  |                                                   |                                                   |                                                   |                                                   |                                                   |                                                   |  |  |                                            |                                            |                                            |                                            |                                            |                                            |  |  |  |  |  |  |  |  |  |  |  |  |  |  |  |  |  |  |  |  |
| |                                         |                                         |                                         |                                         |                                         |  |  | N                                                            | N                                                            | N                                                            | N                                                            | N                                                            | N                                                            |  |  |                                                                 |                                                                 |                                                                 |                                                                 |                                                                 |                                                                 |  |  | Гуннора де Крепон муж: Ричард I (933—996) герцог Нормандии | Гуннора де Крепон муж: Ричард I (933—996) герцог Нормандии | Гуннора де Крепон муж: Ричард I (933—996) герцог Нормандии | Гуннора де Крепон муж: Ричард I (933—996) герцог Нормандии | Гуннора де Крепон муж: Ричард I (933—996) герцог Нормандии | Гуннора де Крепон муж: Ричард I (933—996) герцог Нормандии |  |  |                                                   |                                                   |                                                   |                                                   |                                                   |                                                   |  |  |                                            |                                            |                                            |                                            |                                            |                                            |  |  |  |  |  |  |  |  |  |  |  |  |  |  |  |  |  |  |  |  |
| |                                         |                                         |                                         |                                         |                                         |  |  | N                                                            | N                                                            | N                                                            | N                                                            | N                                                            | N                                                            |  |  |                                                                 |                                                                 |                                                                 |                                                                 |                                                                 |                                                                 |  |  | Гуннора де Крепон муж: Ричард I (933—996) герцог Нормандии | Гуннора де Крепон муж: Ричард I (933—996) герцог Нормандии | Гуннора де Крепон муж: Ричард I (933—996) герцог Нормандии | Гуннора де Крепон муж: Ричард I (933—996) герцог Нормандии | Гуннора де Крепон муж: Ричард I (933—996) герцог Нормандии | Гуннора де Крепон муж: Ричард I (933—996) герцог Нормандии |  |  |                                                   |                                                   |                                                   |                                                   |                                                   |                                                   |  |  |                                            |                                            |                                            |                                            |                                            |                                            |  |  |  |  |  |  |  |  |  |  |  |  |  |  |  |  |  |  |  |  |
| |                                         |                                         |                                         |                                         |                                         |  |  | Ne муж: Тесселин виконт Руана                                | Ne муж: Тесселин виконт Руана                                | Ne муж: Тесселин виконт Руана                                | Ne муж: Тесселин виконт Руана                                | Ne муж: Тесселин виконт Руана                                | Ne муж: Тесселин виконт Руана                                |  |  |                                                                 |                                                                 |                                                                 |                                                                 |                                                                 |                                                                 |  |  | Ричард II (963—1026) герцог Нормандии                      | Ричард II (963—1026) герцог Нормандии                      | Ричард II (963—1026) герцог Нормандии                      | Ричард II (963—1026) герцог Нормандии                      | Ричард II (963—1026) герцог Нормандии                      | Ричард II (963—1026) герцог Нормандии                      |  |  |                                                   |                                                   |                                                   |                                                   |                                                   |                                                   |  |  |                                            |                                            |                                            |                                            |                                            |                                            |  |  |  |  |  |  |  |  |  |  |  |  |  |  |  |  |  |  |  |  |
| |                                         |                                         |                                         |                                         |                                         |  |  | Ne муж: Тесселин виконт Руана                                | Ne муж: Тесселин виконт Руана                                | Ne муж: Тесселин виконт Руана                                | Ne муж: Тесселин виконт Руана                                | Ne муж: Тесселин виконт Руана                                | Ne муж: Тесселин виконт Руана                                |  |  |                                                                 |                                                                 |                                                                 |                                                                 |                                                                 |                                                                 |  |  | Ричард II (963—1026) герцог Нормандии                      | Ричард II (963—1026) герцог Нормандии                      | Ричард II (963—1026) герцог Нормандии                      | Ричард II (963—1026) герцог Нормандии                      | Ричард II (963—1026) герцог Нормандии                      | Ричард II (963—1026) герцог Нормандии                      |  |  |                                                   |                                                   |                                                   |                                                   |                                                   |                                                   |  |  |                                            |                                            |                                            |                                            |                                            |                                            |  |  |  |  |  |  |  |  |  |  |  |  |  |  |  |  |  |  |  |  |
| |                                         |                                         |                                         |                                         |                                         |  |  |                                                              |                                                              |                                                              |                                                              |                                                              |                                                              |  |  |                                                                 |                                                                 |                                                                 |                                                                 |                                                                 |                                                                 |  |  |                                                            |                                                            |                                                            |                                                            |                                                            |                                                            |  |  |                                                   |                                                   |                                                   |                                                   |                                                   |                                                   |  |  |                                            |                                            |                                            |                                            |                                            |                                            |  |  |  |  |  |  |  |  |  |  |  |  |  |  |  |  |  |  |  |  |
| |                                         |                                         |                                         |                                         |                                         |  |  | Беатрис де Васкёй муж: Ральф I де Варенн (упом. в 1035—1050) | Беатрис де Васкёй муж: Ральф I де Варенн (упом. в 1035—1050) | Беатрис де Васкёй муж: Ральф I де Варенн (упом. в 1035—1050) | Беатрис де Васкёй муж: Ральф I де Варенн (упом. в 1035—1050) | Беатрис де Васкёй муж: Ральф I де Варенн (упом. в 1035—1050) | Беатрис де Васкёй муж: Ральф I де Варенн (упом. в 1035—1050) |  |  |                                                                 |                                                                 |                                                                 |                                                                 |                                                                 |                                                                 |  |  | Ричард III (умер в 1027) герцог Нормандии                  | Ричард III (умер в 1027) герцог Нормандии                  | Ричард III (умер в 1027) герцог Нормандии                  | Ричард III (умер в 1027) герцог Нормандии                  | Ричард III (умер в 1027) герцог Нормандии                  | Ричард III (умер в 1027) герцог Нормандии                  |  |  | Роберт Дьявол (ок. 1000—1035) герцог Нормандии    | Роберт Дьявол (ок. 1000—1035) герцог Нормандии    | Роберт Дьявол (ок. 1000—1035) герцог Нормандии    | Роберт Дьявол (ок. 1000—1035) герцог Нормандии    | Роберт Дьявол (ок. 1000—1035) герцог Нормандии    | Роберт Дьявол (ок. 1000—1035) герцог Нормандии    |  |  |                                            |                                            |                                            |                                            |                                            |                                            |  |  |  |  |  |  |  |  |  |  |  |  |  |  |  |  |  |  |  |  |
| |                                         |                                         |                                         |                                         |                                         |  |  | Беатрис де Васкёй муж: Ральф I де Варенн (упом. в 1035—1050) | Беатрис де Васкёй муж: Ральф I де Варенн (упом. в 1035—1050) | Беатрис де Васкёй муж: Ральф I де Варенн (упом. в 1035—1050) | Беатрис де Васкёй муж: Ральф I де Варенн (упом. в 1035—1050) | Беатрис де Васкёй муж: Ральф I де Варенн (упом. в 1035—1050) | Беатрис де Васкёй муж: Ральф I де Варенн (упом. в 1035—1050) |  |  |                                                                 |                                                                 |                                                                 |                                                                 |                                                                 |                                                                 |  |  | Ричард III (умер в 1027) герцог Нормандии                  | Ричард III (умер в 1027) герцог Нормандии                  | Ричард III (умер в 1027) герцог Нормандии                  | Ричард III (умер в 1027) герцог Нормандии                  | Ричард III (умер в 1027) герцог Нормандии                  | Ричард III (умер в 1027) герцог Нормандии                  |  |  | Роберт Дьявол (ок. 1000—1035) герцог Нормандии    | Роберт Дьявол (ок. 1000—1035) герцог Нормандии    | Роберт Дьявол (ок. 1000—1035) герцог Нормандии    | Роберт Дьявол (ок. 1000—1035) герцог Нормандии    | Роберт Дьявол (ок. 1000—1035) герцог Нормандии    | Роберт Дьявол (ок. 1000—1035) герцог Нормандии    |  |  |                                            |                                            |                                            |                                            |                                            |                                            |  |  |  |  |  |  |  |  |  |  |  |  |  |  |  |  |  |  |  |  |
| |                                         |                                         |                                         |                                         |                                         |  |  |                                                              |                                                              |                                                              |                                                              |                                                              |                                                              |  |  |                                                                 |                                                                 |                                                                 |                                                                 |                                                                 |                                                                 |  |  |                                                            |                                                            |                                                            |                                                            |                                                            |                                                            |  |  |                                                   |                                                   |                                                   |                                                   |                                                   |                                                   |  |  |                                            |                                            |                                            |                                            |                                            |                                            |  |  |  |  |  |  |  |  |  |  |  |  |  |  |  |  |  |  |  |  |
| Ральф II де Варенн (упом. в 1053—1074) | Ральф II де Варенн (упом. в 1053—1074)  | Ральф II де Варенн (упом. в 1053—1074)  | Ральф II де Варенн (упом. в 1053—1074)  | Ральф II де Варенн (упом. в 1053—1074)  | Ральф II де Варенн (упом. в 1053—1074)  |  |  |                                                              |                                                              |                                                              |                                                              |                                                              |                                                              |  |  | Роджер де Мортемер (умер около 1080) сеньор де Сен-Виктор-ан-Ко | Роджер де Мортемер (умер около 1080) сеньор де Сен-Виктор-ан-Ко | Роджер де Мортемер (умер около 1080) сеньор де Сен-Виктор-ан-Ко | Роджер де Мортемер (умер около 1080) сеньор де Сен-Виктор-ан-Ко | Роджер де Мортемер (умер около 1080) сеньор де Сен-Виктор-ан-Ко | Роджер де Мортемер (умер около 1080) сеньор де Сен-Виктор-ан-Ко |  |  |                                                            |                                                            |                                                            |                                                            |                                                            |                                                            |  |  | Вильгельм I Завоеватель (1035—1087) король Англии | Вильгельм I Завоеватель (1035—1087) король Англии | Вильгельм I Завоеватель (1035—1087) король Англии | Вильгельм I Завоеватель (1035—1087) король Англии | Вильгельм I Завоеватель (1035—1087) король Англии | Вильгельм I Завоеватель (1035—1087) король Англии |  |  |                                            |                                            |                                            |                                            |                                            |                                            |  |  |  |  |  |  |  |  |  |  |  |  |  |  |  |  |  |  |  |  |
| Ральф II де Варенн (упом. в 1053—1074) | Ральф II де Варенн (упом. в 1053—1074)  | Ральф II де Варенн (упом. в 1053—1074)  | Ральф II де Варенн (упом. в 1053—1074)  | Ральф II де Варенн (упом. в 1053—1074)  | Ральф II де Варенн (упом. в 1053—1074)  |  |  |                                                              |                                                              |                                                              |                                                              |                                                              |                                                              |  |  | Роджер де Мортемер (умер около 1080) сеньор де Сен-Виктор-ан-Ко | Роджер де Мортемер (умер около 1080) сеньор де Сен-Виктор-ан-Ко | Роджер де Мортемер (умер около 1080) сеньор де Сен-Виктор-ан-Ко | Роджер де Мортемер (умер около 1080) сеньор де Сен-Виктор-ан-Ко | Роджер де Мортемер (умер около 1080) сеньор де Сен-Виктор-ан-Ко | Роджер де Мортемер (умер около 1080) сеньор де Сен-Виктор-ан-Ко |  |  |                                                            |                                                            |                                                            |                                                            |                                                            |                                                            |  |  | Вильгельм I Завоеватель (1035—1087) король Англии | Вильгельм I Завоеватель (1035—1087) король Англии | Вильгельм I Завоеватель (1035—1087) король Англии | Вильгельм I Завоеватель (1035—1087) король Англии | Вильгельм I Завоеватель (1035—1087) король Англии | Вильгельм I Завоеватель (1035—1087) король Англии |  |  |                                            |                                            |                                            |                                            |                                            |                                            |  |  |  |  |  |  |  |  |  |  |  |  |  |  |  |  |  |  |  |  |
| |                                         |                                         |                                         |                                         |                                         |  |  |                                                              |                                                              |                                                              |                                                              |                                                              |                                                              |  |  |                                                                 |                                                                 |                                                                 |                                                                 |                                                                 |                                                                 |  |  |                                                            |                                                            |                                                            |                                                            |                                                            |                                                            |  |  |                                                   |                                                   |                                                   |                                                   |                                                   |                                                   |  |  |                                            |                                            |                                            |                                            |                                            |                                            |  |  |  |  |  |  |  |  |  |  |  |  |  |  |  |  |  |  |  |  |
| Ральф III де Варенн (упом. в 1059—1074) | Ральф III де Варенн (упом. в 1059—1074) | Ральф III де Варенн (упом. в 1059—1074) | Ральф III де Варенн (упом. в 1059—1074) | Ральф III де Варенн (упом. в 1059—1074) | Ральф III де Варенн (упом. в 1059—1074) |  |  | Уильям I де Варенн (умер в 1088) 1-й граф Суррей             | Уильям I де Варенн (умер в 1088) 1-й граф Суррей             | Уильям I де Варенн (умер в 1088) 1-й граф Суррей             | Уильям I де Варенн (умер в 1088) 1-й граф Суррей             | Уильям I де Варенн (умер в 1088) 1-й граф Суррей             | Уильям I де Варенн (умер в 1088) 1-й граф Суррей             |  |  | Ральф де Мортимер (умер после 1115) барон Вигмор                | Ральф де Мортимер (умер после 1115) барон Вигмор                | Ральф де Мортимер (умер после 1115) барон Вигмор                | Ральф де Мортимер (умер после 1115) барон Вигмор                | Ральф де Мортимер (умер после 1115) барон Вигмор                | Ральф де Мортимер (умер после 1115) барон Вигмор                |  |  | Роберт Куртгёз (ок. 1054—1134) герцог Нормандии            | Роберт Куртгёз (ок. 1054—1134) герцог Нормандии            | Роберт Куртгёз (ок. 1054—1134) герцог Нормандии            | Роберт Куртгёз (ок. 1054—1134) герцог Нормандии            | Роберт Куртгёз (ок. 1054—1134) герцог Нормандии            | Роберт Куртгёз (ок. 1054—1134) герцог Нормандии            |  |  | Вильгельм II Рыжий (умер в 1100) король Англии    | Вильгельм II Рыжий (умер в 1100) король Англии    | Вильгельм II Рыжий (умер в 1100) король Англии    | Вильгельм II Рыжий (умер в 1100) король Англии    | Вильгельм II Рыжий (умер в 1100) король Англии    | Вильгельм II Рыжий (умер в 1100) король Англии    |  |  | Генрих I Боклерк (1068—1135) король Англии | Генрих I Боклерк (1068—1135) король Англии | Генрих I Боклерк (1068—1135) король Англии | Генрих I Боклерк (1068—1135) король Англии | Генрих I Боклерк (1068—1135) король Англии | Генрих I Боклерк (1068—1135) король Англии |  |  |  |  |  |  |  |  |  |  |  |  |  |  |  |  |  |  |  |  |

Роджер имел обширные владения в области Пеи-де-Ко. В 1054 году он был одним из командиров нормандской армии, разгромившей французов в битве при Мортемере. После этого Роджер попал в опалу, поскольку приютил, а затем и отпустил одного из участвовавших в битве французских военачальников; он был изгнан из Нормандии, а его владения были конфискованы. Позже Роджер примирился с Вильгельмом I Завоевателем и получил назад бо́льшую часть владений, но два замка, в том числе давший название роду Мортемер, остались в руках его родственника Уильяма де Варенна. 
Роджер де Мортемер был женат на Авизе — возможно, дочери графа Амьена, Вексена и Валуа Рауля IV де Крепи, в приданое за которую он получил селение Ме на реке Брель и область Вимо, находившиеся в составе Амьенского диоцеза. Возможно, что именно в честь своего деда родившийся в этом браке Рауль и получил своё имя.

## Ранние годы и земельные владения в Англии

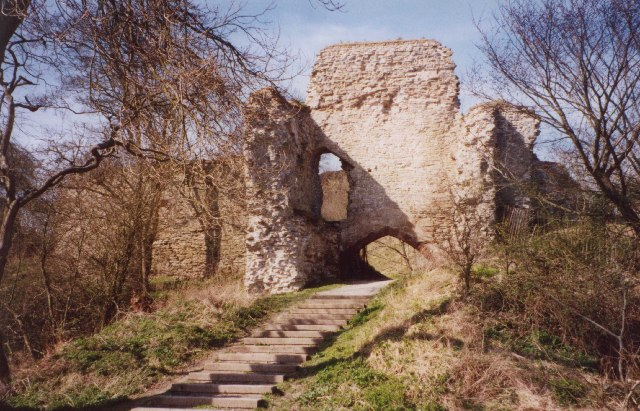
Руины замка Вигмор — резиденции Ральфа де Мортимера

Год рождения Ральфа неизвестен. Неизвестно, участвовал ли его отец, Роджер де Мортемер, в Нормандском завоевании Англии и имел ли он какие-то владения в Англии, однако его сын Ральф ещё при жизни отца получил от английского короля Вильгельма I Завоевателя обширные владения в новом королевстве. После смерти отца он около 1080 года унаследовал также владения в Нормандии. 
В 1086 году владения Ральфа располагались в 12 графствах (Беркшир, Вустершир, Гэмпшир, Йоркшир, Лестершир, Линкольншир, Оксфордшир, Сомерсет, Уилтшир, Уорикшир, Херефордшир и Шропшир) и простирались от Саутгемптон-Уотер до Бристольского залива и реки Хамбер. По большей части они были сосредоточены в трёх регионах. Первый включал разбросанные, но достаточно ценные земли в Центральном Уэссексе (по большей части в Гэмпшире, Беркшире и Уилтшире), второй — поместья в Йоркшире и Линкольншире, третий — земли вокруг Вигморского замка на границе Шропшира и Херефордшира. Владения в Валлийской марке составляли менее половины всех его земель; нет никаких свидетельств того, что Ральф успешно воевал с валлийцами. Однако именно эти владения стали основой для могущества Мортимеров вплоть до XIV века. 
Ральф — единственный член семьи Мортимеров, упомянутый «Книге Страшного суда» . Согласно ей, в 1086 году он владел 142 поместьями в 12 графствах в качестве главного арендатора, а также 109 поместьями в 8 графствах (Беркшир, Вустершир, Йоркшир, Гэмпшир, Линкольншир, Херефордшир, Уилтшир и Шропшир) в качестве субарендатора от других главных арендаторов. По мнению Кристофера Льюиса, свои владения в Англии Ральф получал поэтапно. Первоначально ему были предоставлены поместья в Гэмпшире; его главное поместье в этот период находилось в Хедборн Уорти, расположенном примерно в двух милях (3,2 км) к северу от Уинчестера. До нормандского завоевания эти владения принадлежали англосаксонскому тэну Клиппингу из Уорти. Ещё одним его крупным поместьем, полученных в этот период, было Халавингтон в Уилтшире, ранее принадлежавшее Гарольду II Годвинсону. Следующим пожалованием Ральфу, вероятно, стали владения в Линкольншире и Йоркшире, которыми до нормандского завоевания владели Эдгифу, Орм и Копси. Владения же в Валлийской марке Ральф получил не ранее 1075 года. Их центром стал Вигморский замок, построенный Уильямом Фиц-Осберном и конфискованный у его сына Роджера, графа Херефорда, после восстания 1075 года. Кроме того, он получил ряд поместий, ранее принадлежавших королеве Эдит, умершей в 1086 году, а также владения, конфискованные у Эдрика Дикого, в том числе и его земли вне марки — Ампорт в Гэмпшире, Осбастон и Уэстон в Лестершире и Стреттон Баскервиль в Уорикшире. Некоторые владения в Шропшире Ральф держал от Роджера де Монтгомери, графа Шрусбери; хотя позднее его в некоторых источниках называли управляющим графа, нет никаких документальных свидетельств, что Мортимер находился у него на службе: он не был свидетелем хартий Роджера, не делал пожертвований его аббатствам и не держал от него никаких поместий за пределами Шропшира.
В Англии у Ральфа было около 18 рыцарей-вассалов. Самыми важными из них были Одилард и Ричард де Барр, которым были выделены поместья как на валлийской границе, так и в более богатых и обжитых графствах. При этом вассалы Ральфа по большей части не были родом из нормандских владений Мортимеров. По мнению Кристофера Льюиса, это, возможно, свидетельствует о том, что при жизни отца ему было трудно искать вассалов из родовых земель.
Как и многие другие англонормандские лорды, Ральф отличался набожностью, хотя и не тратил на церковь много ресурсов. Его отец основал в Сен-Виктор-ан-Кон аббатство, но младший Мортимер передал тому в дар лишь одно небольшое поместье в Гэмпшире. Кроме того, Ральф подтвердил дарение матери, сделанное в Амьенской епархии. Особым покровительством Мортимера пользовалось приходская церковь в Вигморе, что, по мнению Кристофера Льюиса, свидетельствует о том значении, которое тот придавал замку в Валлийской марке. Он начал делать церкви небольшие пожертвования уже к 1086 году. Согласно поздней традиции, Ральф в 1100 году основал при церкви коллегию из трёх пребенд, которая в 1105 году была освящена епископом Херефорда. В XII веке она превратилась в августинский приорат. Кроме того, Ральф давал согласие на пожертвования, которые его вассалы делали аббатству Жюмьеж и Вустерскому кафедральному приорату.

## Карьера после 1087 года
Во время правления Вильгельма I Завоевателя Ральф не играл заметной роли в английской политике. В этот период он заверил королевскую хартию, которой подтверждалось основание его родственником, Уильямом де Варенном, монастыря в Льюисе. Кроме того, однажды он упоминается среди ведущих баронов Гэмпшира и Уилтшира.
В 1087 году умер Вильгельм Завоеватель, после чего королём Англии стал его второй сын, Вильгельм II Рыжий, а герцогом Нормандии — старший сын, Роберт Куртгёз. Подобное разделение Англонормандской державы вызвало недовольство магнатов, имевших владения и в Нормандии, и в Англии, которые в результате были вынуждены служить двум господам. Для крупных землевладельцев более предпочтительным в качестве правителя казался Роберт Куртгёз — более слабый, чем Вильгельм II, которого считали ещё более авторитарным, чем его отец. В итоге весной 1088 года возник заговор против нового английского короля. К нему примкнул и Ральф. В конце марта 1088 года он присоединился в Нормандии к Роберту Куртгёзу, планировавшему вторжение в Англию. Позже Ральф вернулся в Англию, где вместе с другими влиятельными магнатами принял участие в восстании против Вильгельма II. Вместе с Роджером де Ласи, Бернаром де Нёфмаршем и баронами графа Шрусбери он возглавил войско, которое отправилось из Валлийской марки в Вустершир, опустошая земельные владения. Далее мятежники атаковали Вустерский замок, но епископу Вульфстану удалось отбить нападавших. Вскоре после этого мятеж угас. Вероятно, после этого Ральф отправился в Нормандию.
В 1090 году Вильгельму II удалось на некоторое время перетянуть Ральфа на свою сторону. Однако позже он вновь перешёл на сторону Роберта Куртгёза. В этот период Ральф засвидетельствовал несколько хартий герцога и его сторонников. Окончательное примирение Мортимера с королём Вильгельмом II состоялось, вероятно, после того, как Роберт в 1096 году отправился в Первый крестовый поход.
В 1104 году имя Ральфа упоминается среди баронов, которые поддержали нового короля Англии Генриха I против Роберта Куртгёза. Долгое время считалось, что это последнее упоминание его имени. Адам из Аска даже писал, что Ральф вернулся в Нормандию и умер там, возможно, в 1104 году. Эту дату смерти приводил и Томас Тот — автор статьи о Мортимере в «Национальном биографическом словаре». Однако в проведённой в Линдси в 1115—1118 годах описи земель упоминается Ральф де Мортимер в качестве держателя двух пахотных участков в Вуттоне в сотне Ярборо, которые, по-видимому, были частью тех трёх участков, которыми Мортимер владел в Торнтоне, Бодеби и Вуттоне в 1086 году. Кэтрин Китс-Роэн предположила, что в данном случае имеется в виду одноимённый сын Ральфа де Мортимера, однако с ней не согласился Иэн Мортимер. Историк указал, что нет никаких свидетельств существования такого сына и полагает, что предположение основано только на убеждении исследовательницы, что Ральф умер вскоре после 1104 года. Иэн Мортимер и Кристофер Льюис полагают, что это известие должно относиться именно к нему. Ральф, возможно, дожил до 1120-х годов и умер не позже 1127 года.

## Сведениея о Ральфе вFundatorum Historia
«Fundatorum Historia» — семейная хроника Мортимеров, составленная в конце XIV века в Вигморском аббатстве, — приводит некоторые сведения о биографии Ральфа. Согласно ей, он сражался в битве при Гастингсе и был «самым сильным из всех, новым Самсоном, с яростью льва». Утверждается, что он осадил и пленил Эдрика Дикого в Вигморском замке, а затем доставил пленного Эдрика к королю. Таким образом, он получил владения Эдрика — Вигмор и Майлиэнит, а также множество других земель в Англии. Кроме того, для обороны Маелиенида он построил замок Динейтон. Далее сообщается, что он участвовал на стороне короля в войне Генриха I против герцога Роберта Нормандского и, будучи назначен пожизненным наместником короля в Нормандии, умер там 4 августа 1100 года в преклонном возрасте, поручив своему сыну Хью основать монастырь в Уигморе. Кроме того, сообщается, что «вскоре после завоевания Вигморсого замка, то есть в 1100 году от Р. Х., он основал три пребенды для светских каноников в приходской церкви Вигмора с согласия епископа Херефорда Жерара». 
Часть приводимых сведений, по мнению Иэна Мортимера, выглядит вполне правдоподобно. Например, «Книга Страшного суда» сообщает, что несколько английских поместий, доставшихся Ральфу, ранее принадлежали Эдрику Дикому. Однако некоторые описываемые события историк считает сомнительными. Так ни один источник не упоминает имя Ральфа в качестве участников битвы при Гастингсе. Хотя это не исключено, но исследователь полагает, что эти сведения могут быть элементом пропаганды. Кроме того, никакие источники не называют Эдрика владельцем Вигмора и Майлиэнита. Хотя дата основания трёх пребенд, вероятно, верна, выражение «вскоре после захвата замка» может относиться к 1076 году, а не 1100. Проблематичным является и заявление о смерти Ральфа в 1100 году, поскольку Ордерик Виталий подтверждает его участие в войне Генриха I против Роберта Куртгёза, а также упоминает его имя среди тех, кто сопровождал короля в Нормандию в 1104 году.

## Браки и дети
Известно о двух браках Ральфа, но происхождение его супруг не установлено. Первая жена, Мелисента, умерла до 30 марта 1088 года. Второй женой не позже 1088 года стала Мабель. У Ральфа известно несколько сыновей и одна дочь:
- Хависа де Мортимер; муж: ранее 1100 Стефан (до 1070 — около 1127), граф Омальский примерно с 1082/1084 года[7]. Родилась в первом браке[7], в качестве приданого она получила земли своей матери[18]. Стефан был союзником Ральфа, с которым он активно сотрудничал в 1090-х и 1100-х годах[19].
- Гуго де Мортимер (умер в 1185), феодальный барон Вигмора и де Сен-Виктор-ан-Ко после 1115 года[25][К 8].
- Уильям де Мортимер, владелец Челмарша и Сидбери[18]. Возможно, он был незаконнорождённым. В наследство получил владения на валлийской границе[19].

Возможно, что сыном Ральфа также был Роджер (II) де Мортимер (умер до 1175). «The Complete Peerage» показывает его сыном Гуго де Мортимера, однако автор сайта «Foundation for Medieval Genealogy» полагает, что тот мог быть не сыном, а братом Гуго. Ещё одним возможным сыном мог быть Роберт де Мортимер, который унаследовал владения Роджера Фиц-Ренара в оноре Вареннов в Норфолке.